# Wien Grillgasse
Wien Grillgasse – przystanek kolejowy w Wiedniu, w dzielnicy Grillgasse, w Austrii. Posiada 1 peron.